# Katzenjunges

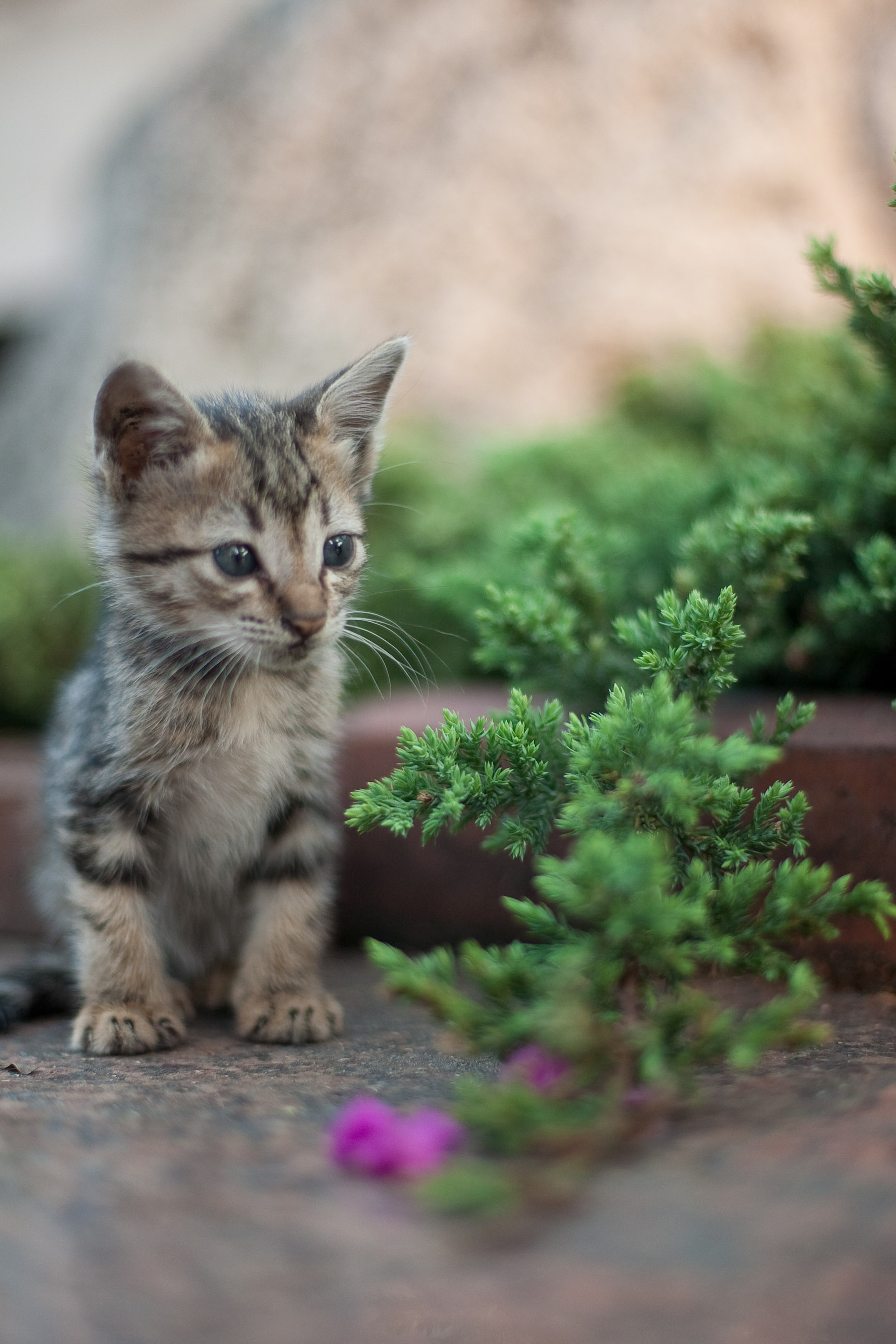
Katzenjunges

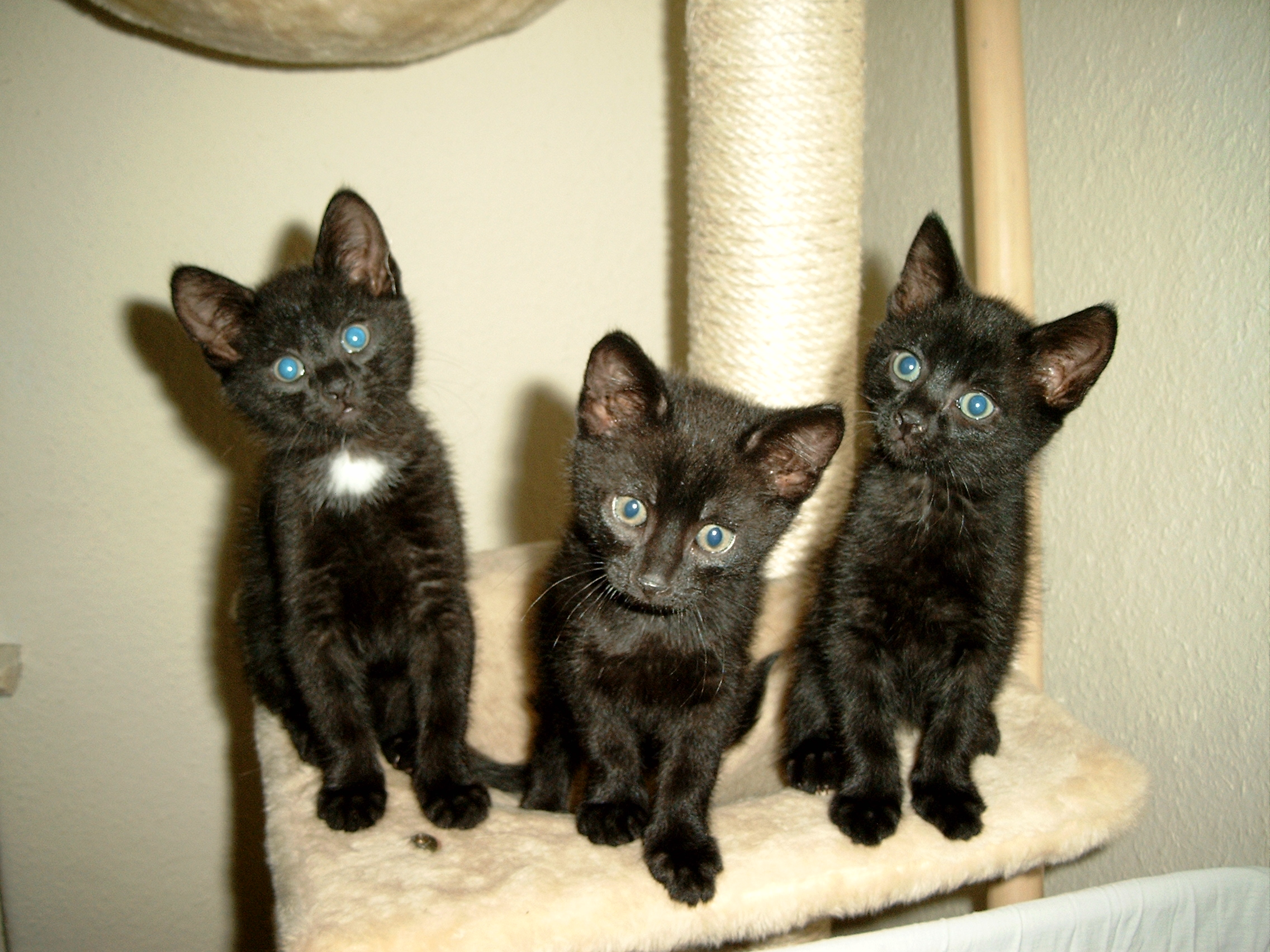
Drei schwarze Jungkatzen aus einem Wurf

Als Katzenjunges oder Jungkatze wird ein Jungtier der Hauskatze bezeichnet. Gemeinsprachlich ist das Diminutiv Kätzchen, das allerdings auch für eine ausgewachsene (adulte) Katze gebraucht werden kann, am häufigsten; daneben werden auch Katzenkind und Katzenbaby verwendet. Nach Adelung wurden Katzenjunge im norddeutschen Sprachraum teilweise auch Kitte genannt, was der englischsprachigen Bezeichnung kitten ähnelt.
In der Veterinärmedizin spricht man bei gesäugten Katzenjungen auch von Katzenwelpen, während Welpe im allgemeinen sowie im zoologischen und jagdlichen Sprachgebrauch auch für einen jungen Hund, Wolf oder Fuchs steht.

## Geburt und Entwicklung
Ein Wurf der Hauskatze besteht gewöhnlich aus zwei bis fünf Katzenkindern. Sie werden nach einer Tragzeit von 64 bis 67 Tagen geboren, wobei die durchschnittliche Trächtigkeitsdauer 67 Tage beträgt. Die Kätzchen kommen in einer Hülle aus Eihaut, die als Amnion bezeichnet wird, zur Welt. Das Amnion wird von der gebärenden Katze aufgeknabbert und auch gegessen.
Zum Überleben sind die kleinen Katzenbabys in den ersten Wochen auf die Fürsorge ihrer Mutter angewiesen. In dieser Zeit sind sie ohne Stimulation durch die Mutter unfähig, Urin und Kot abzusetzen. Auch ihre Körpertemperatur können Katzenjunge in den ersten drei Wochen noch nicht allein regulieren, so dass Kätzchen, die in einer Umgebungstemperatur von unter 27 Grad Celsius geboren werden, an Hypothermie sterben können, wenn sie nicht vom Muttertier warmgehalten werden.

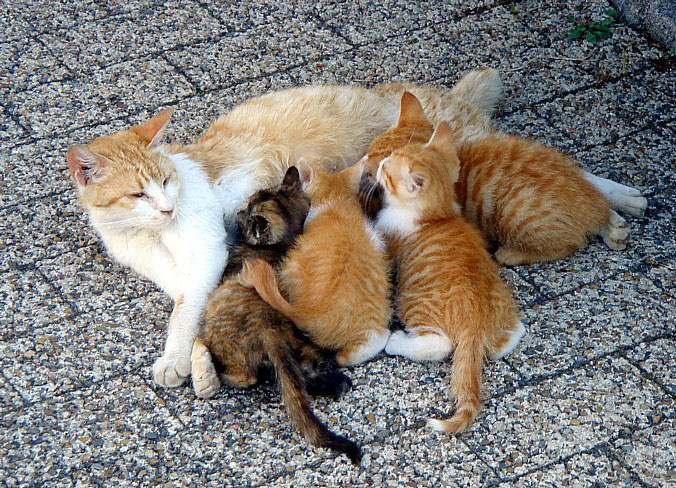
Katzenkinder trinken bei ihrer Mutter.

Die Muttermilch ist für die Ernährung der Kätzchen und deren gesundes Wachstum sehr wichtig; sie enthält Antikörper, die die Jungtiere vor Infektionskrankheiten schützen. Da neugeborene Katzenjunge noch unfähig sind, konzentrierten Urin zu generieren, haben sie einen sehr hohen Flüssigkeitsbedarf.
Katzenjunge öffnen ihre Augen etwa sieben bis zehn Tage nach ihrer Geburt. Zunächst ist die Netzhaut noch schwach entwickelt. Die einer erwachsenen Katze entsprechende Sehfähigkeit erreichen sie erst im Alter von etwa 10 Wochen nach ihrer Geburt.
Zwischen der zweiten und siebenten Lebenswoche entwickeln sich Katzenjunge sehr schnell. Sie verbessern ihre Kräfte und Koordinationsfähigkeit, indem sie spielerisch mit ihren Geschwistern balgen; außerdem beginnen sie die Welt außerhalb ihres Geburtsplatzes zu erkunden. Bald beginnen sie sich selbst zu putzen und anderes, etwa Anschleich- und Jagdspiele zu spielen, bei denen sich ihre angeborenen Fähigkeiten als Beutegreifer zeigen. Diese angeborenen Fähigkeiten werden vom Muttertier oder auch anderen erwachsenen Katzen gefördert, indem sie ihnen lebende Beutetiere zu ihrem Nest bringen. Später lernen die Katzenjungen auch Jagdtechniken von den ausgewachsenen Katzen durch Anschauung.

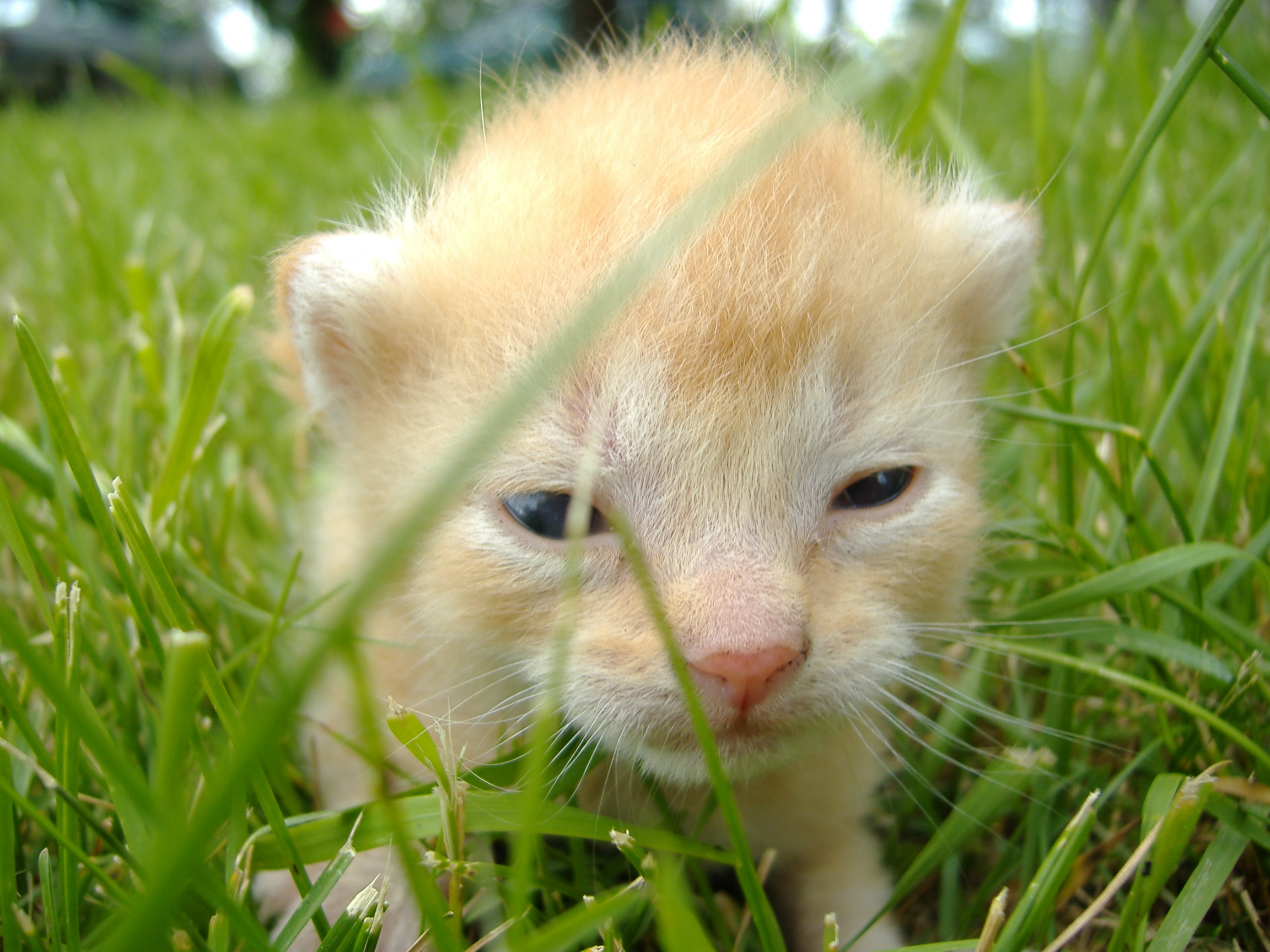
Ein Katzenjunges öffnet zum ersten Mal seine Augen.

Mit Erreichen der dritten bis vierten Lebenswoche beginnen die Katzenjungen allmählich feste Nahrung zu sich zu nehmen und werden stufenweise von der Muttermilch entwöhnt. Das Absetzen ist in der Regel nach sechs bis acht Wochen abgeschlossen. Der Verlust der Milchzähne setzt etwa ab dem Alter von drei Monaten ein, und ab dem Alter von neun Monaten haben sie einen vollständigen Satz der zweiten Zähne. Zwar ernähren sich Katzen nach der Entwöhnung primär von fester Nahrung, jedoch saugen sie gewöhnlich noch von Zeit zu Zeit bei der Mutter, bis sie von dieser getrennt werden. Manche Katzen trennen sich ab dem Alter von drei Monaten von ihren Jungen, während andere noch nach ihnen schauen, bis diese die Geschlechtsreife erlangt haben.
Bei der Geburt ist das Geschlecht der Jungtiere in der Regel leicht zu bestimmen, was im Alter von sechs bis acht Wochen schwieriger wird, da die Genitalregion von Fell bewachsen wird.
Die Harnröhrenöffnung des Katers ist rund, während die Harnröhrenöffnung der Katze schlitzförmig ist. Ein weiterer deutlicher Unterschied ist der Abstand zwischen Anus und Harnröhrenöffnung, der beim Kater größer ist als bei der Katze.
Katzenjunge sind sehr soziale Lebewesen und verbringen den größten Teil ihrer Wachstunden mit Interaktionen zu verfügbaren Tieren und dem Spiel. Die Phase des Spiels mit anderen Jungen erreicht ihren Höhepunkt während des dritten oder vierten Lebensmonats, wohingegen die eher allein vollführten Anpirsch- und Jagdspiele erst später, etwa ab dem fünften Lebensmonat zu beobachten sind. Kleine Kätzchen verstecken sich gerne an dunklen Orten, wodurch sie zu Schaden kommen können, wenn man sie nicht sorgfältig beaufsichtigt.
Während Katzen heutzutage häufig noch im Alter von sechs bis acht Wochen abgegeben werden, wurde angeregt, dies erst ab der zwölften Woche zu tun, da bis zu diesem Zeitpunkt der Kontakt mit der Mutter und den Geschwistern noch wichtig für die Entwicklung des Sozialverhaltens sei. Gewöhnlich werden Katzenjunge von Züchtern auch nicht vor dem Alter von 12 Wochen abgegeben. In einigen Ländern ist auch tierschutzrechtlich vorgeschrieben, dass Katzen nicht vor dem Alter von acht Wochen verschenkt oder verkauft werden dürfen.
Die Geschlechtsreife erreichen Katzenjunge im Alter von etwa sieben Monaten. Häufig wird die Ansicht vertreten, dass man von einer erwachsenen Katze erst ab dem Alter von einem Jahr sprechen könne.

## Gesundheitliches
In den ersten Lebenswochen sind Katzenwelpen zumeist durch Antikörper aus dem Kolostrum der Mutterkatze vor Infektionskrankheiten geschützt. Diese werden ab einem Alter von sechs Wochen abgebaut, weshalb Hauskatzen in westlichen Ländern ab der sechsten bis achten Lebenswoche gegen Katzenschnupfen und Katzenseuche geimpft werden. Bei Freigängern kann auch die Impfung gegen Katzenleukämie sinnvoll sein. Ab der 12. Lebenswoche kann gegen Tollwut geimpft werden. Mütterliche Antikörper können bei Katzenwelpen noch mit 20 Wochen in einer solchen Höhe vorhanden sein, dass die Impfung keinen ausreichenden Schutz erzeugt. Die übliche Auffrischung nach vier Wochen kann daher immer noch in einen Zeitraum fallen, in dem keine ausreichende Antikörperbildung induziert wird.
Eine regelmäßige Entwurmung ist vor allem bei Katzenwelpen angebracht. Von der zweiten bis achten Lebenswoche wird eine 14-tägige Entwurmung gegen Fadenwürmer empfohlen.